# Coenosia flavipes
Coenosia flavipes este o specie de muște din genul Coenosia, familia Muscidae. A fost descrisă pentru prima dată de Stein în anul 1908.
Este endemică în Insulele Canare. Conform Catalogue of Life specia Coenosia flavipes nu are subspecii cunoscute.